# جهاز الطاقات المتجددة (ليبيا)
جهاز الطاقات المتجددة في ليبيا تأسس سنة 2007م بموجب قرار صادر عن اللجنة الشعبية العامة (سابقا) وأوكلت له عدد من المهام في مجال الطاقات المتجددة.

## مهام الجهاز
• العمل على أجراء حصر وخرائط شاملة لمصادر الطاقات المتجددة في مناطق ليبيا بالتنسيق في ذلك مع الجهات ذات الاختصاص.
• دراسة تحديد السوق الحالية والمستقبلية من تقنيات الطاقات المتجددة.
• اقتراح التشريعات واللوائح اللازمة لتنظيم الطاقات المتجددة وتحفيز الجهات والأفراد على الدخول في عمليات التصنيع واستخدام المنظومات المنتجة.
• تحقيق التعاون بين مراكز البحوث والتطوير والجامعات والقاعدة الصناعية المحلية، لضمان التطوير المستمر للمنظومات المنتجة وتحسين الأداء و المواصفات الفنية لها وتخفيض كلفتها الاقتصادية.
• وضع وتنفيذ الخطط العلمية لمساهمة منظومات الطاقات المتجددة في منظومة إمداد الطاقة بليبيا، كلما كان ذلك ممكنا ومجديا فنيا واقتصاديا.
• اقتراح وتنفيذ برامج الدعم المنتجي ومستخدمي معدات الطاقات المتجددة بهدف تنميتها وضمان استمرارها وتطويرها عن طريق فتح وضمان أسواق منتجاتها.
• التنسيق مع الجهات ذات العلاقة للعمل على وضع المعايير و المواصفات القياسية و الشروط الفنية لمنح التراخيص اللازمة للشركات و التشاركيات و المواطنين الراغبين في استغلال وتطوير وممارسة اية نشاطات في مجال الطاقات المتجددة.
• نشر المعرفة و الخبرة من خلال عقد الندوات والمؤتمرات وإصدار المطبوعات المتعلقة بنشاطها بالتعاون مع الجهات ذات العلاقة.